# Gojko Kličković
Gojko Kličković (cyr. Гојко Кличковић, ur. 25 marca 1955 w Donji Petrovići) – bośniacki polityk narodowości serbskiej, premier Republiki Serbskiej od 18 maja 1996 do 31 stycznia 1998.
Studiował socjologię w Sarajewie i Belgradzie. Od 1991 należał do Serbskiej Partii Demokratycznej. Po wyborach do parlamentu w maju 1996 mianowany na stanowisko premiera. Utrzymał swój mandat po kolejnych wyborach i 27 listopada 1996 sformował kolejny rząd. Po porażce w głosowaniu z 1998 oddał władzę Miloradowi Dodikowi.